# Правий сектор
Національно-визвольний рух «Пра́вий се́ктор» — громадський та військово-політичний рух в Україні та за кордоном, який у своїй структурі об'єднує громадську організацію «Правий сектор», політичну партію «Правий сектор», Добровольчий Український Корпус «Правий сектор» та молодіжну громадську організацію «Права Молодь».
Виник як громадський рух, що об'єднав активістів українських радикальних організацій, здебільшого націоналістичних та крайніх правих. Сформувався наприкінці листопада 2013 року під час зародження Євромайдану. Причиною виникнення громадського руху стало відмінне від опозиційних лідерів бачення мети Євромайдану, зокрема «Правий сектор» виступає за усунення «режиму внутрішньої окупації» та звершення української національної революції.
Вищим керівним органом руху є його Провід.
21 липня 2015 року, рішенням з'їзду партія змінила свою повну назву з «Військово-політичний рух „Правий сектор“» на «Національно-визвольний рух „Правий сектор“» (скорочено: НВР «Правий Сектор»).

## Історія
Громадський рух «Правий сектор» виник як ситуативне об'єднання революційно налаштованих активістів для того, щоб висловити відмінне від інших демонстрантів та лідерів опозиції бачення методів і цілей Євромайдану. Ініціатором створення руху була організація «Тризуб» ім. Степана Бандери, до «Правого сектора» увійшли також УНА-УНСО, Карпатська січ, Білий Молот, Чорний комітет, Комітет визволення політв'язнів, Патріот України, окремі націоналісти та футбольні фанати. Датою створення вважається 28 листопада 2013 року.
Безпосередній учасник Революції гідності Андрій Пастушенко (Сивий) у своїх спогадах про початок революційного руху розповів про виникнення назви «Правого сектора» в ніч на 25 листопада:
|  | «В ніч десь о другій почав накрапати дощ, а щоб ви розуміли міліція тоді панічно боялась навіть якогось поруху в сторону установки намету. Дівчата пробували накритись звичайною клейонкою, і тут зразу рвонула міліція. Вони подумали, що там реально ставлять намети. І Володя Стретович, виступаючи тоді з трибуни, крикнув через мікрофон: Хлопці-націоналісти тримайте правий сектор, тобто захищайте праву сторону!». |

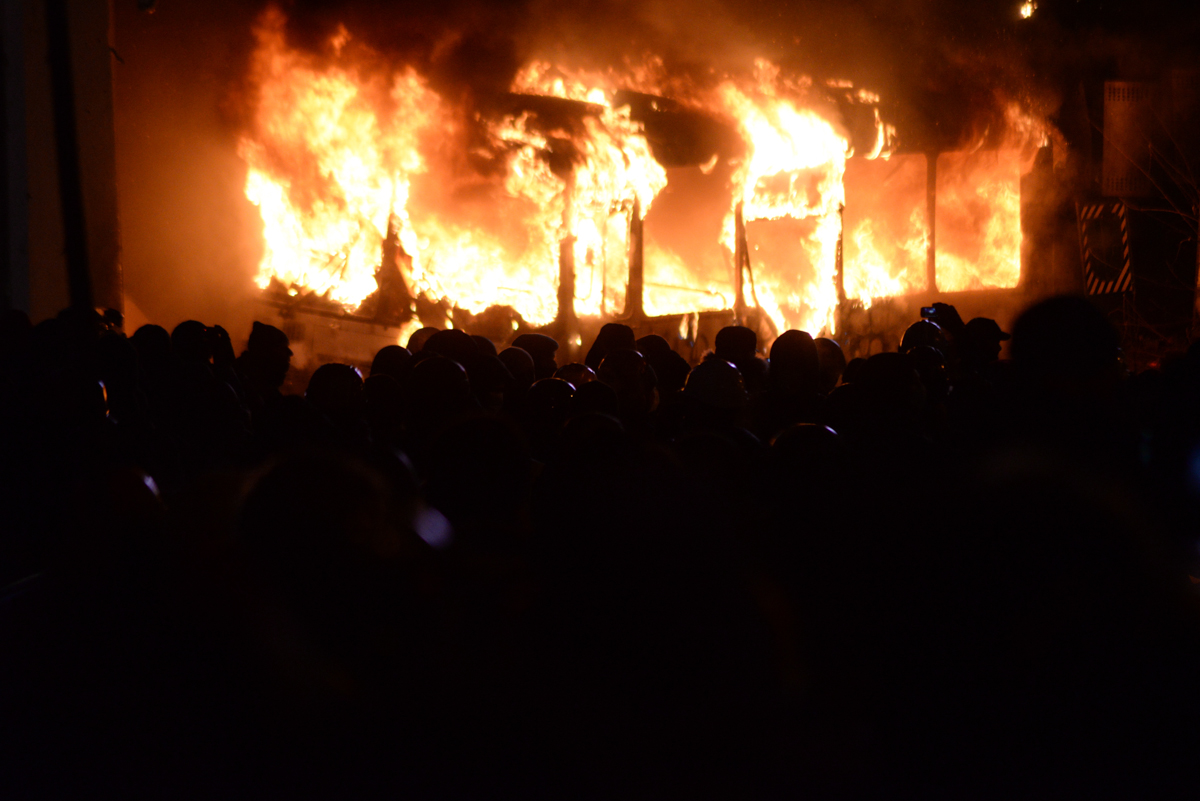
Підпалений автобус «Беркута»

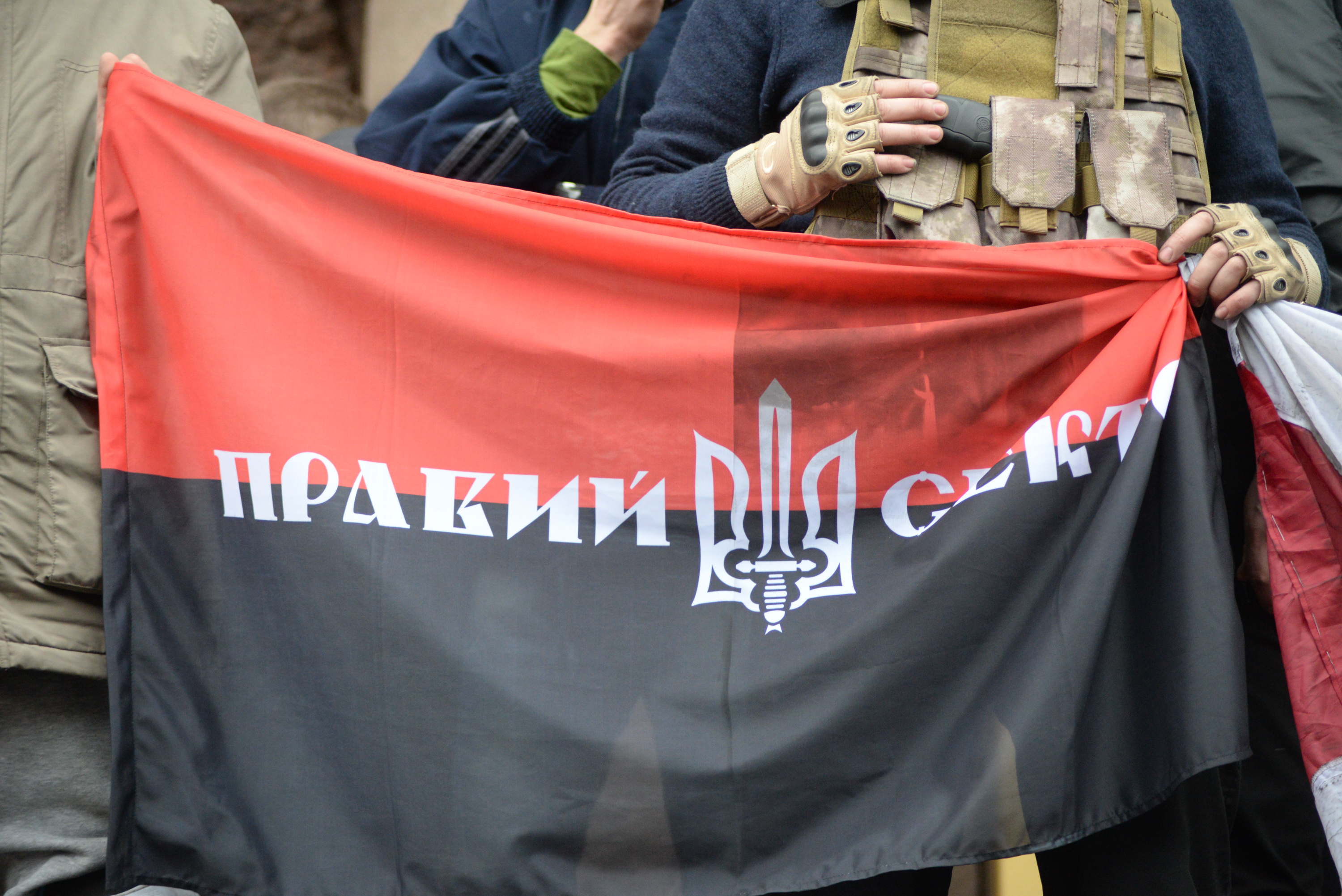
Київ, 22 лютого 2014

«Правий сектор» був радикальним крилом Майдану. Вперше вони проявили себе 30 листопада — в ніч розгону Євромайдану націоналісти, перебуваючи у меншості, захищали студентів і намагалися зупинити «Беркут». Також вони брали безпосередню участь у штурмі держустанов у Києві 1 грудня. Саме учасники «Правого сектора» брали участь у сутичці із силовиками 19 січня 2014 року на вулиці Грушевського.
19 січня 2014 року, близько 15-ї години, радикально налаштована група з «Правого сектора» зробили спробу штурму кордону охорони до урядового кварталу. Унаслідок сутичок підпалено автобус «Беркута», а самих бійців закидали камінням і петардами. Спецпризначенці застосували спецзасоби і, попри мінусову температуру повітря (мінус 17 градусів), водомет.
Після підпалу «Будинку Профспілок» бійцями спецпідрозділу «Альфа», і загибелі в пожежі бійця «Білого Молоту» Клітинського Олександра на псевдо «Боєць Горана», «Білий Молот» змінює місце базування і утворює окрему частину «альтернативного» Правого Сектора разом із Комітетом визволення політв'язнів, організацією «Патріот України» і декількома сотнями «Самооборони». Фактично це означало розкол «Правого Сектора». Керівник «Білого Молоту» Владислав Горанін прокоментував це так:
|  | Все було ніби то нормально, ми оголосили, що переходимо до КМДА і засновуємо окрему від «Правого Сектора» структуру, але потім несподівано 6 числа (ред.— 06.03.2014) було оголошено, що «Білий молот» виключено з «Правого Сектора». Насправді ми відійшли задовго до цього, але керівництво «Правого Сектора» не хотіли публічно заявляти про те, що від них відколюються організації — це могло викликати запитання: «А чому від вас відколюються?». |

6 березня 2014 року, за словами Борислава Берези, громадська ініціатива «Білий молот» була виключена з «Правого сектора» через «маргінальні дії та недотримання дисципліни». Згодом керівник «Білого молоту» Владислав Горанін прокоментував цю заяву наступним чином:
Була заява якоїсь невідомої людини, чомусь призначеної речником, про те, що «Білий Молот» чомусь виключається з «Правого Сектора». Ми «відійшли» одразу після того, як хтось підпалив «профспілки».
У березні 2014 року активісти «Правого сектора» допомагали охороняти кордон з Білоруссю на Волині.
27 березня 2014 року, «Правий сектор» штурмував Верховну Раду України. Представники організації вимагали відставки міністра МВС України Арсена Авакова та трибуналу для ексміністра оборони Тенюха.
31 березня 2014 року, на Майдані виникла суперечка, в результаті якої член «Правого сектора» Андрій Козюбчик на прізвисько «Орест» відкрив стрілянину з пістолета Макарова і поранив двох бійців Самооборони Майдану та заступника голови КМДА Богдана Дубаса. 17 серпня 2014 року, Андрій загинув у бою в Донецькій області.
11 квітня 2014 року, в м. Рівному, «Правий сектор» організував акцію протесту біля офісу обласної організації КПУ. Учасники акції вимагали припинити діяльність КПУ, а приміщення, в яких знаходяться офіси партії, повернути у власність територіальних громад. Під час проведення акції з партійного офісу було вилучено портрети Маркса, Леніна, бюсти Леніна та Сталіна, спалено літературу та газети, а приміщення опечатано.
Вночі 15 квітня 2014 року, активісти «Правого сектора» врятували від самосуду народного депутата від Партії регіонів та кандидата у президенти Олега Царьова, якого розлючені люди оточили біля студії телеканалу ICTV після його участі у телепередачі «Свобода слова». Царьова привезли у Генеральну прокуратуру України з вимогою покарання за сепаратизм та антидержавну діяльність. Пізніше тієї ж ночі він подякував активістам за те, що врятували йому життя. Під тиском «Правого сектора» та Автомайдану, прокуратура м. Києва все ж таки відкрила кримінальне провадження за ст. 110 Кримінального кодексу України (посягання на територіальну цілісність і недоторканність України).
5 квітня 2015 року, Дмитро Ярош, який на той час був лідером партії, став радником головнокомандувача Збройних сил України.
6 вересня 2015 року, члени одеського «Правого сектора» заштовхали в сміттєвий бак Голову відділення Фонду соціального страхування в Одесі Олега Руденка, який раніше був заарештований правоохоронними органами за отримання хабаря в розмірі 558 тис. грн, але незабаром відпущений та був поновлений на посаді. Активісти затримали його, коли він намагався потрапити до свого робочого місця. Після нетривалої бесіди чиновника силою помістили в найближчий сміттєвий контейнер, зазначивши, що це його нове робоче місце. Це була перша акція подібного роду, яка пізніше була підхоплена активістами по всій Україні і отримала назву «Сміттєва люстрація».
30 вересня 2015 року, в м. Одесі, біля будівлі обласної ради, представники «Правого сектора» разом з іншими громадськими активістами планували провести акцію викидання у смітник народного депутата від Партії регіонів Нестора Шуфрича, у результаті чого зав'язалася бійка і політик зазнав тілесних ушкоджень.
Неодноразово проводили акції з ліквідації точок продажу наркотиків та незаконних гральних закладів[джерело?].
11 листопада 2015 року, Дмитро Ярош заявив про складення з себе повноважень провідника національно-визвольного руху «Правий сектор». 28 грудня 2015 Дмитро Ярош заявив про вихід з організації «Правий сектор» та ініціював створення нового громадсько-політичного руху.
12 жовтня 2020 року, «Правий сектор» з благословіння Блаженнішого Митрополита Епіфанія заснував Орден імені Степана Бандери. Орден має три ступені та буде вручатися напередодні свята Покрови за видатні заслуги і вчинки на шляху здобутку Української Соборної Самостійної Держави.

## Перші офіційні громадські організації
Після «Євромайдану», вже у середині березня 2014 року «Правий сектор» почав офіційно реєструвати як центральну структуру, так і відокремлені підрозділи в регіонах.
Рівненська обласна організація партії «Українська національна асамблея» (зареєстрована у грудні 1997 року) була перейменована у ГО «Рівненська обласна організація Правий сектор». Першим лідером був Карпюк Микола Андронович, далі його замінив Олександр Музичко. Коваль Роман Ярославович перереєстрував осередок під назвою «Правий сектор». Від цієї структури відокремилась ГО «Правий сектор Рівне», зареєстрована 17 травня 2014 року.
19 березня 2014 року однією з перших отримала реєстрацію ГО «Правий сектор Волинь» у Луцьку під керівництвом Данильчука Павла Петровича, але невдовзі була перейменована у ГО «Вільні люди Волинь» через вихід Данильчука з «Правого сектора».

## Політична партія
22 березня 2014 року була створена політична партія «Правий сектор», шляхом перейменування партії «Українська Національна Асамблея» і обрання головою Дмитра Яроша. 
УНА була зареєстрована Міністерством юстиції України 29 вересня 1997 року, першим реєстратором офісу партії в Києві (по вул. Строкача, буд. 6) виступив голова політреферентури УНА Вітович Олег Васильович, згідно з даними ЄДРПОУ. Останнім головою партії УНА до 2014 року був Юрій Шухевич.
Вибори до Верховної Ради 2014

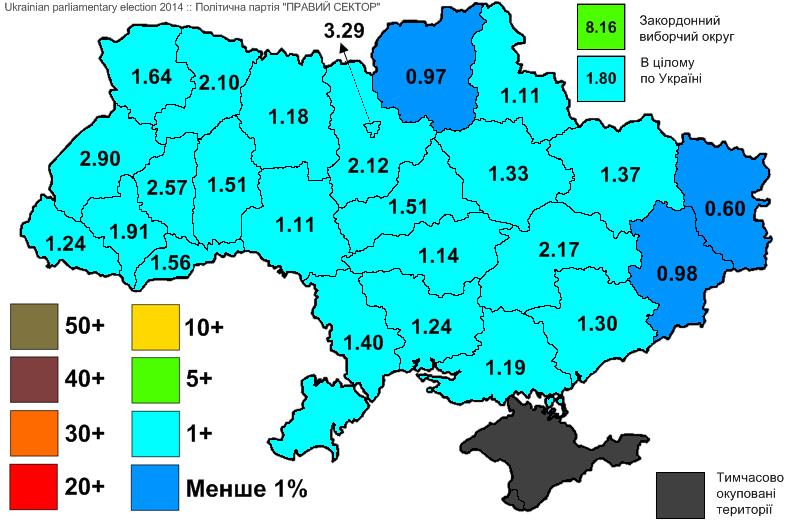
Результати виборів до Верховної Ради 2014 року за регіонами.

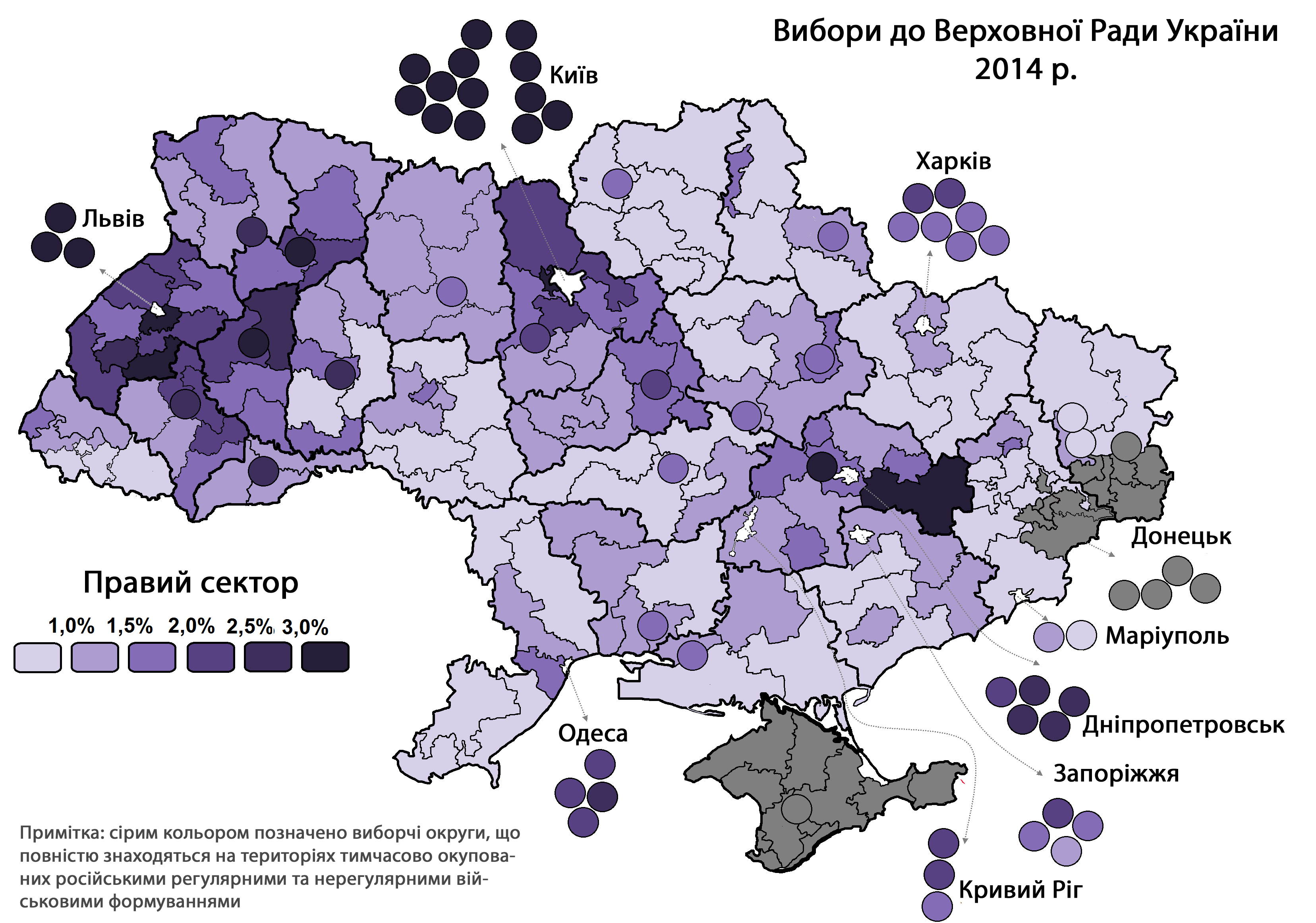
Результати виборів до Верховної Ради 2014 року за округами

26 вересня 2014 центральна виборча комісія України зареєструвала 33 кандидатів від партії «Правий сектор» у загальнодержавному багатомандатному виборчому окрузі та 35 кандидатів у одномандатних округах. Лідер партії Дмитро Ярош балотувався по 39 одномандатному виборчому округу, (Дніпропетровська область). До першої десятки виборчого списку «Правого сектора» у загальнодержавному багатомандатному виборчому окрузі на позачергових виборах народних депутатів України 26 жовтня 2014 року увійшли:
1. Тарасенко Андрій Іванович, член Політичної партії «Правий сектор».
2. Білозерська Олена Леонідівна, головний редактор, Інформаційне агентство «Поряд з вами».
3. Мікац Олег Михайлович, полковник, командир 93-ї механізованої бригади ЗСУ.
4. Стемпіцький Андрій Любомирович, Голова Центрального Проводу ВО «Тризуб» імені Степана Бандери.
5. Винар Ростислав Любомирович, хірург вищої категорії, Дніпродзержинська міська лікарня швидкої медичної допомоги.
6. Воронов Валерій Вячеславович, член Політичної партії «Правий сектор».
7. Карпюк Олена Анатоліївна, член Політичної партії «Правий сектор», дружина викраденого Миколи Карпюка.
8. Чоботарь Валерій Георгійович, член Політичної партії «Правий сектор».
9. Керницький Тарас Любомирович, Президент ТзОВ «Укренерго», м. Львів.
10. Іванишин Петро Васильович, член Генеральної ради, «Асоціація викладачів української мови та літератури»[48]

27 вересня 2014 року, ЦВК відмовила у реєстрації Василю Лабайчуку, кандидату по 164 одномандатному виборчому округу (Тернопільська область), але вже 2 жовтня Київський апеляційний адміністративний суд скасував постанову ЦВК та зобов'язав повторно переглянути заяву щодо реєстрації.
30 вересня 2014 року, ЦВК скасувала реєстрацію заступника голови партії Андрія Тарасенка (№ 1 у виборчому списку) та Романа Хмари (№ 16) у зв'язку з наявністю у них непогашених судимостей. Андрій Тарасенко був визнаний винним за спробу знесення пам'ятника Леніну у Києві 30 червня 2009 року; Роман Хмара отримав вирок за пошкодження пам'ятника Сталіну на території Запорізького обкому КПУ у грудні 2011 року. У «Правому секторі» таке рішення назвали репресивним та оскаржили його у суді. 3 жовтня Київський апеляційний адміністративний суд залишив рішення без змін. 7 жовтня Вищий адміністративний суд України визнав частково протиправною постанову ЦВК, таким чином відновивши Андрія Тарасенка у виборчому списку.
На позачергових виборах до Верховної ради 2014 року «Правий сектор» посів дванадцяте місце за кількістю голосів виборців (284 943 голоси — 1,80 %) і, не подолавши 5-відсоткового бар'єру, не пройшов до українського Парламенту партійним списком. Отримав одне місце у Верховній Раді VIII скликання, після того, як Дмитро Ярош балотувався по 39 одномандатному виборчому округу (Дніпропетровська область) та посів 1-ше місце з великим відривом і результатом 29,76 %.
У закордонному виборчому окрузі «Правий сектор» посів 4-те місце з результатом 8,61 %.

## Добровольчий український корпус

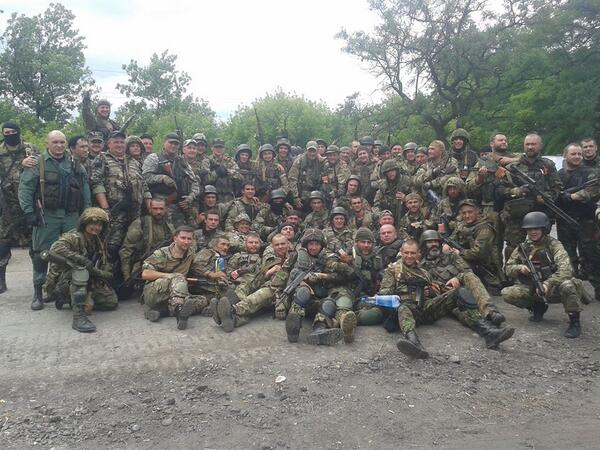
Добровольчий український корпус

У липні 2014 року, «Правим сектором» було ініційовано створення добровольчого воєнізованого формування з метою захисту територіальної цілісності та національної незалежності України. Добровольчий український корпус (ДУК) наразі не є офіційним підрозділом силових відомств та використовує трофейну зброю, здобуту в зоні проведення АТО.
Бійці ДУК разом з військовослужбовцями Збройних Сил України беруть безпосередню участь у обороні Донецького аеропорту та прилеглого селища Піски. За відчайдушний спротив оборонці аеропорту були названі «кіборгами».
18 жовтня 2014 року, Андрій Шараскін («Богема») — ротний ДУК, разом з військовослужбовцями, що захищали Донецький аеропорт, був нагороджений іменною вогнепальною зброєю. За проявлений героїзм нагороди також отримали бійці з позивними «Цезар», «Дев'ятий», «Абрикос», «Ворон», «Доцент», «Гном», «Маршал» і «Редут».

## Ідеологія
За заявою самого «Правого сектора», у ньому згуртовані люди, які сповідують ідеологію українського націоналізму в інтерпретації Степана Бандери. У заяві йдеться, що Степан Бандера зазначав про ставлення українських націоналістів до представників інших націй таке:
|  | «До тих неукраїнців, котрі розуміють прагнення українців вибороти свою національну державу, прихильно до цього ставляться і допомагають у боротьбі — прихильне; до тих, котрі займають нейтральну позицію, але не перешкоджають нашій боротьбі — нейтральне; лише до тих, хто заперечує право українців бути державною нацією і протидіє нам — вороже». |

Багато провідних світових видань описували «Правий сектор» як праву, ультраправу, націоналістичну чи ультранаціоналістичну організацію. Деякі з них вважають окремих членів «Правого сектора» неофашистами та неонацистами.

## Інформаційний бюлетень
Національно-визвольний рух «Правий сектор» випускає однойменний інформаційний бюлетень. Станом на травень 2019 вийшло 24 числа.

## Переслідування представників «Правого сектора»
5 березня 2014 року, слідчий комітет Російської Федерації оголосив у міжнародний розшук лідера «Правого сектора» Дмитра Яроша. Кримінальну справу відкрили за публічні заклики до здійснення терористичної діяльності. Ярош начебто збирався підірвати газову трубу, що пролягає через Україну. Пізніше російська влада подала документи у Інтерпол для оголошення Яроша у міжнародний розшук.
17 березня 2014 року, несподівано зник заступник голови УНА-УНСО Микола Карпюк. «Правий сектор» заявив, що Микола Карпюк був викрадений ФСБ і зараз перебуває на території Російської федерації.
У ніч на 25 березня 2014 року було вбито Сашка Білого (Олександра Музичка). Спочатку представники МВС заявили, що Сашко чинив опір і був застрелений при затриманні. Пізніше перший заступник міністра внутрішніх справ Володимир Євдокимов заявив, що Сашко Білий застрелився під час затримання. Представник «Правого сектора» і товариш загиблого Сергій Пандрак в ефірі Громадського ТБ спростував заяву Євдокимова, заперечивши те, що Сашко сам себе застрелив. Того ж дня «невідомими» було побито керівника одеського «Правого сектора», а у Полтаві УБОЗ затримало керівництво тамтешнього осередку «Правого сектору» за «незаконне володіння зброєю».
27 жовтня 2021 року, в м. Суми, близько 21 години, біля власного будинку пострілами з вогнепальної зброї було вбито активіста і представника «Правого сектора» Сумщини 29-річного Олександра Іваніну, який помер на місці злочину ще до приїзду лікарів швидкої. Попередньо поліція нарахувала 8 пострілів.

## Критика
11 липня 2015 року, бійці «Правого сектора» вступили у протистояння з міліцією та місцевими бізнес-структурами в м. Мукачеве Закарпатської області: сталася стрілянина з гранатомета і автоматів. За даними міліції, загинули чотири людини і 13 отримали поранення.
За даними МВС, у конфлікті в Мукачеве першими зброю на ураження застосували саме бійці «Правого сектора»: вони застрелили цивільну особу, чиє тіло потім вантажили до свого автомобіля.
У зв'язку з цими подіями, командира закарпатського батальйону ДУК «Правий сектор» Романа Стойку міліція оголосила в розшук. Лідера закарпатського «Правого сектору» підозрюють у створенні терористичної групи чи терористичної організації.
Інтернет-виданню «Українська правда» зі своїх джерел відомо про справу, яку розслідує СБУ. У ній містяться матеріали про організацію найближчим соратником олігарха Ігоря Коломойського Геннадієм Корбаном банди, до якої входив, у тому числі, екскомбат батальйону «Донбас» Семен Семенченко, депутат від БПП Андрій Денисенко та заступник голови «Правого сектора» Валентин Манько. Банда займалася викраденням людей, віджиманням бізнесу на користь Коломойського, усуненням невигідних посадовців.
За цитованими в джерелі даними правоохоронців, озброєні бійці «Правого сектора» отримують від Корбана додаткову доплату до грошового забезпечення.
У своєму зверненні від 15 липня 2014 р. провідник «Правого сектора» Дмитро Ярош визнав, що існують факти «втягування ДУК ПС у кримінальні розборки, віджимання бізнесів, тиск на українських підприємців заради власного збагачення, кришування корупційних схем та нелегального бізнесу».
30 листопада 2015 року, члени «Правого сектора» та інші активісти втрутилися в розгляд одеським судом питання про зміну запобіжного заходу фігурантам справи 2 травня, вимагаючи винести певне рішення. Учасники акції примусили трьох суддів написати «заяви про відставку», що є нонсенсом, адже така заява подається виключно добровільно.
10 січня 2016 року, в Закарпатської області відбувся інцидент за участі членів ДУК «Правого сектора» на території турбази «Драгобрат» в «Хаті магната». Затримано п'ятеро бійців ДУК, поліція відкрила кримінальне провадження у тому числі за ст.296 (п.4) та ст.121. Зі слів зокрема Г. Москаля фігуранти цього інциденту і раніше вчиняли злочини.